# Ammophanes
Ammophanes là một chi bướm đêm thuộc họ Noctuidae.